# 横手市民会館
横手市民会館（よこてしみんかいかん）は、秋田県横手市に所在する多目的ホール。
横手市の文化施設の中核となる施設で、コンサート、演劇など、様々な舞台公演に使用されている。

## 概要
秋田県内初となる市立の多目的ホールとして1968年（昭和43年）6月1日竣工、同年7月1日に開館。1993年（平成5年）11月には大規模改修工事を行っている。標高90m前後の台地に整備されている。設計は岡建築設計事務所、施工は伊藤建設工業。
本施設に隣接する形で「記念公園運動広場」（300mトラック、80m×50mフィールドの陸上競技場）が整備されている。これは大正天皇の即位を記念して市民会館ができる前に整備されていたもので、1962年（昭和37年）3月に陸上競技場が竣工、1992年（平成4年）に多目的運動広場として竣工した。

## 施設の再整備

### 施設が抱える問題点
横手市民会館は、2023年（令和5年）で建築から55年を迎え、施設全体の老朽化が著しい。また、旧耐震基準で建築された施設で安全面に懸念があることや、ステージが狭いこと、駐車場が不足していること、高台に位置しているためアクセスしづらい（特に冬場）ことなど課題となる点がある。また、近年重要視されているバリアフリーやユニバーサルデザインへの配慮が不足していることなども挙げられる。

### 再整備に向けた計画
基本計画からは変更されず、横手市民会館は横手市条里に整備されることになった。現行の横手体育館の南側にあたる土地で、建築範囲は高齢者センターと条里跡広場に及ぶ。施設の概要については、以下の通り。
|          | 現・横手市民会館                     | 新・横手市民会館                |
| -------- | ------------------------------------ | ------------------------------- |
| 所在地   | 横手市南町13番1号                    | 横手市条里一丁目265番地外       |
| 敷地面積 | 9,917.4m2                            | 14,360m2                        |
| 建築面積 | 2,021.091m2                          | 4,205m2                         |
| 延床面積 | 3,357.75m2                           | 7,520m2                         |
| 主な設備 | ホール リハーサル室A・B 会議室、和室 | 大ホール 小ホール兼リハーサル室 |
| 観客席数 | 928席                                | 約1,300席                       |

県内の多目的ホールとしては、あきた芸術劇場ミルハス（秋田市）に次ぐ規模で、県南では最大規模となる。設計は山下設計、遠藤建築設計事務所、松橋設計JV。
2023年10月、一括発注した関連工事の入札が不落となり、各設備工事・建物本体工事を分割して発注するように変更して同年11月に再公告をした。ただ、建設資材高騰や建設業界の人手不足の問題が厳しさを増す中で、同年12月15日に工事の開札を中止することが発表された。計画の見直しを行うため、施設の開館は1年程度遅れる見通しとなったが、財源が確保できなくなったとして、翌年11月18日に計画を一時中断することが発表された。
計画中断の背景には、建設資材や人件費の高騰があるが、市が事業費に活用しようとしていた事業債が見込めなくなった影響もあると指摘されている。当初、横手体育館の建設費である約110億円のうち、約38億円を国の「防災・減災・国土強靭化緊急対策事業債」で賄う予定だったが、国や県との制度の認識に食い違いがあり、約1億円しか見込めないことが昨年12月に判明しており、不足分は「合併特例債」で補うことに決めた。これに対し、市議会は「財政運営の見通しが甘い」「市民会館に回すべき財源を体育館に回された」と批判している。また、計画の一時中断により事業費の一部を賄う予定であった合併特例債は、来年度に発行期限を迎えることから活用できなくなった。

## 施設
以下の施設からなる。

### ホール
- 面積：1,045m2
- 座席：928席（車椅子：2人）
  - 座席表
- 楽屋：3部屋

### リハーサル室

#### リハーサル室A
- 面積：113m2
- 収容人数：60人

#### リハーサル室B
ピアノが設置されている。
- 面積：100m2
- 収容人数：30人

### 会議室
- 面積：23m2
- 収容人数：12人

### 和室
- 面積：39m2
- 収容人数：30人

## アクセス
自動車
E46 秋田自動車道 / E13 東北中央自動車道 横手ICから約5分。
E46 秋田自動車道 横手北SICから約7分。
駐車場：270台（敷地内：190台、第2駐車場：80台）
第2駐車場は、平成高校に新設統合されて閉校した横手東高校の跡地。
鉄道
東日本旅客鉄道（JR東日本） 奥羽本線・北上線 横手駅から徒歩で約20分。